# Just Imagine
Just Imagine ist ein US-amerikanischer musikalischer Science-Fiction-Film von David Butler aus dem Jahr 1930.

## Handlung
New York im Jahre 1980. Es gibt keine Autos mehr, nur noch Kombinationsflugschrauber. Die Menschen tragen Nummern anstatt Namen. Essen wird nur noch mittels Pillen zu sich genommen. Die Liebe wird reguliert, es gibt nur noch staatlich arrangierte Hochzeiten.
Wenn eine Frau mehr als einen Verehrer hat, greift die Regierung ein und setzt eine Ausscheidung an. Diesmal muss der junge Pilot J--21 den wohlhabenden MT--3 ausstechen, um seine Freundin LN--18 heiraten zu können. Er bekommt vier Monate Zeit, um sein Image aufzubessern. In diesen drei Monaten gilt MT--3 als der Verlobte. Der Wissenschaftler Z--4 gibt J--21 die Gelegenheit, mit einer Rakete zum Mars zu starten.
J--21 und sein Freund RT--42 lernen Single 0 kennen, der in den 1930er Jahren durch einen Blitzschlag ums Leben kam und jetzt von Wissenschaftlern wiederbelebt wurde. Die drei Männer freunden sich an. Single 0 kommt mit den Lebensumständen in der Zukunft nicht zurecht und versteckt sich an Bord der Marsrakete. J--21 soll ausgerechnet von RT-42 begleitet werden.
Alle Marsianer sind Zwillinge, wobei der eine Teil gut und der andere böse ist. Die guten werden Loo-Loo (Frau) und Loko (Mann), die bösen Boo-Boo (Frau) und Boko (Mann) genannt. Da die drei Erdlinge nicht wissen, ob sie gerade mit dem guten oder dem bösen Teil der Zwillinge zu tun haben, kommt es immer wieder zu Zwischenfällen. Single 0, RT--42 und J-21 können mit der Rakete wieder zur Erde fliehen. Dort soll nun geprüft werden, ob J--21 würdig ist, LN--18 zu heiraten. Als Beweis, dass sie auf dem Mars waren, präsentiert Single 0 den Behörden einen gefangenen Boko. Der Hochzeit steht nun nichts mehr im Wege. Zudem lernt Single 0 seinen gealterten Sohn Axel kennen.

## Kritik
Mordaunt Hall von der New York Times befand, Fantasie, Spaß und Musik seien gekonnt in den klugen Film gearbeitet worden. Das faszinierende Werk habe endlos bizarre Sets und seltsame Kostüme.

## Auszeichnungen
Für die Oscarverleihung 1931 wurden die Szenenbildner Stephen Goosson und Ralph Hammeras in der Kategorie Beste Ausstattung nominiert.

## Hintergrund
Die Uraufführung fand am 21. November 1930 in New York statt.
Das Budget des Films wird auf 250.000 US-Dollar geschätzt.
Der Film gilt als der erste Science-Fiction-Film, der als Tonfilm gedreht wurde. Ebenso gilt er als das erste Science-Fiction-Musical. Die im Film konstruierte Rakete wurde später in den Serials um Flash Gordon benutzt. Auch einige Aufnahmen von Tänzen wurden dort einkopiert.
Das Szenenbild in Form von Glasbildern und Miniaturen wurde (ungenannt) gestaltet von Stephen Goosson, Ralph Hammeras, SPFX-Guru Willis O’Brien, und Marcel Delgado.

## Trivia
Die Idee, dass Menschen Nummern statt Namen tragen, findet sich auch in dem Film THX 1138 und dem Roman Wir.